# Hamburger (Familienname)
Hamburger ist ein deutscher Familienname.

### A
- Adolphe Hamburger (1898–1945), niederländischer Schauspieler
- Amélia Hamburger (1932–2011), brasilianische Physikerin und Hochschullehrerin
- Arno Hamburger (1923–2013), deutscher Kommunalpolitiker (SPD)

### B
- Bo Hamburger (* 1970), dänischer Radsportler

### C
- Cao Hamburger (* 1962), brasilianischer Filmregisseur und Drehbuchautor
- Carl Hamburger (1828–1913), deutscher Jurist und Politiker
- Clara Hamburger (1873–1945), deutsche Zoologin

### E
- Erna Hamburger (1911–1988), Schweizer Elektroingenieurin und Hochschullehrerin
- Ernst Hamburger (1890–1980), deutscher Historiker und Publizist

### F
- Franz Hamburger (Mediziner) (1874–1954), österreichischer Mediziner und Hochschullehrer
- Franz Hamburger (Pädagoge) (* 1946), deutscher Pädagoge und Hochschullehrer

### G
- Georg Hamburger (1941–2024), deutscher Politiker (CDU)
- Gertraud Hamburger (1953–2020), deutsche Malerin

### H
- Hans Hamburger (1889–1956), deutscher Mathematiker
- Hartog Jakob Hamburger (1859–1924), niederländischer Physiologe

### J
- Jacob Hamburger (1826–1911), deutscher Rabbiner
- Jacob Friedrich Hamburger (1768–1850), deutscher Posamentierer und Politiker der Stadt Frankfurt
- Jean Hamburger (1909–1992), französischer Arzt und Essayist
- Jeffrey F. Hamburger (* 1957), US-amerikanischer Kunsthistoriker
- Johan Coenraad Hamburger (1809–1871), niederländischer Porträtmaler
- Jörg Hamburger (1935–2014), Schweizer Grafikdesigner, Typograf, Plakatgestalter und Lehrer
- Josef Hamburger (1918–2008), israelischer Geheimdienstoffizier, siehe Jossi Harel
- Julius Hamburger (1830–1909), österreichischer Porträt- und Tiermaler

### K
- Käte Hamburger (1896–1992), deutsche Literaturwissenschaftlerin und Philosophin

### M
- Maik Hamburger (1931–2020), deutscher Übersetzer, Publizist und Dramaturg
- Martin Hamburger (Journalist) (1876–1962), deutscher Journalist und Schriftsteller
- Martin Hamburger (Kabarettist) (* 1951), Schweizer Kabarettist, Autor und Regisseur
- Max Hamburger (Meijer Hamburger; 1920–2012), niederländischer Psychiater und KZ-Überlebender
- Meyer Hamburger (1838–1903), deutscher Mathematiker
- Michael Hamburger (1924–2007), deutsch-britischer Lyriker und Übersetzer

### P
- Paul Hamburger (1920–2004), österreichischer Pianist
- Paul Bertrand Wolfgang Hamburger (1926–2001), deutsch-britischer Publizist und Philanthrop, siehe Paul Hamlyn
- Peter Hamburger (* 1966), deutscher Kirchenmusiker
- Philip Hamburger (Journalist) (Philip Paul Hamburger; 1914–2004), US-amerikanischer Journalist
- Philip Hamburger (Rechtswissenschaftler) (* 1957), US-amerikanischer Rechtswissenschaftler und Hochschullehrer

### R
- Richard Hamburger (1884–1940), deutscher Mediziner (Pädiater)
- Rudolf Hamburger (1903–1980), deutscher Architekt

### V
- Viktor Hamburger (1900–2001), deutscher Zoologe und Embryologe

### W
- Wilhelm Hamburger (1821–1904), deutsch-österreichischer Industrieller
- Willibald Hamburger (1884–1965), deutscher Architekt und Politiker (CDU)